# Campionato bulgaro femminile di pallavolo
Il campionato bulgaro di pallavolo femminile è un insieme di tornei pallavolistici per squadre di club bulgare, istituiti dalla Federazione pallavolistica della Bulgaria.

## Struttura
- Campionati nazionali professionistici:

Superliga: a girone unico, partecipano sette squadre.
- Campionati nazionali non professionistici:

Vysša liga: a due gironi, partecipano ? squadre;